# Epimeria parasitica
Epimeria parasitica är en kräftdjursart som först beskrevs av Michael Sars 1859.  Epimeria parasitica ingår i släktet Epimeria, och familjen Epimeriidae. Arten är reproducerande i Sverige.

## Bildgalleri

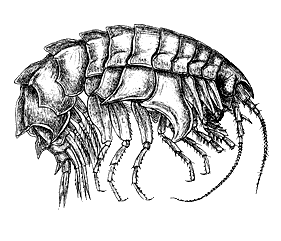